# Cladonia peziziformis
Cladonia peziziformis (With.) J.R. Laundon (1984) è una specie di lichene appartenente al genere Cladonia, dell'ordine Lecanorales.
Il nome proprio deriva dal greco πὲζος, cioè pézos, che significa che cammina a piedi, alterato attraverso il latino tardo pezica in peziza, con aggiunto il suffisso latino -formis che significa che ne ha la forma, ad indicare la forma degli apoteci leggermente bombata ad imitare un piede.

## Caratteristiche fisiche
Il sistema di riproduzione è principalmente sessuale. Il fotobionte è principalmente un'alga verde delle Trentepohlia, di preferenza una Trebouxia.

## Habitat
Questa specie si adatta soprattutto a climi di tipo temperato. Rinvenuta su suoli in terreni boscosi aperti principalmente di pini e querce e in aree con substrati silicei. Predilige un pH del substrato intermedio fra molto acido a subneutro puro. Il bisogno di umidità è mesofitico.

## Località di ritrovamento
La specie è stata rinvenuta nelle seguenti località:
- USA (Nebraska, Alabama, Distretto di Columbia, New Jersey, New York, Indiana, Pennsylvania, Virginia Occidentale, Michigan, Vermont, Wisconsin, Maryland, Maine, Ohio, Carolina del Sud, Illinois, Florida);
- Germania (Baden-Württemberg, Brandeburgo, Essen, Meclemburgo, Renania Settentrionale-Vestfalia, Sassonia);

- Brasile (Rio Grande do Sul);

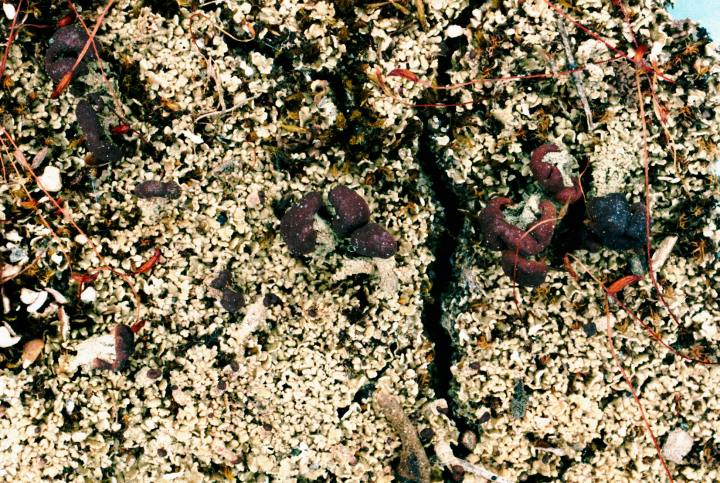
Cladonia peziziformis

- Austria, Bermuda, Cina, Colombia, Gran Bretagna, Irlanda, Isole Azzorre, Norvegia, Paesi Bassi, Papua Nuova Guinea, Paraguay, Repubblica Ceca, Spagna, Svezia.

In Italia questa specie di Cladonia è estremamente rara:
- Trentino-Alto Adige, non è stata rinvenuta
- Val d'Aosta, non è stata rinvenuta
- Piemonte, non è stata rinvenuta
- Lombardia, non è stata rinvenuta
- Veneto, non è stata rinvenuta

- Friuli, non è stata rinvenuta

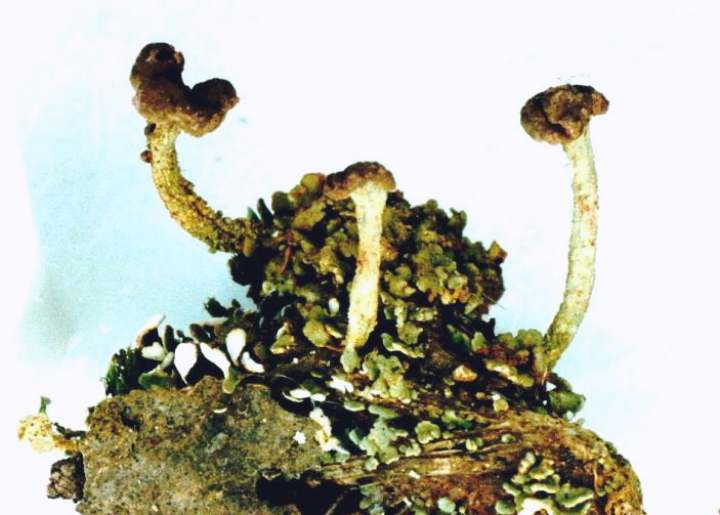
Cladonia peziziformis

- Emilia-Romagna, non è stata rinvenuta
- Liguria, alquanto rara lungo l'arco ligure orientale, non rinvenuta nella parte centrale della regione ed estremamente rara lungo l'arco ligure occidentale

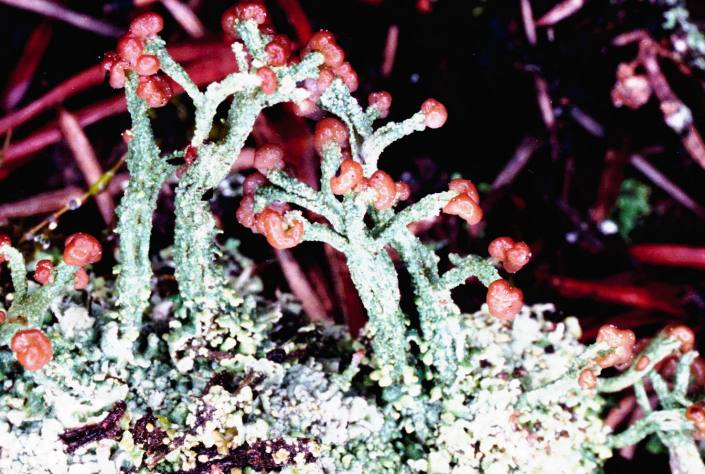
Cladonia peziziformis

- Toscana, non è stata rinvenuta
- Umbria, non è stata rinvenuta
- Marche, non è stata rinvenuta
- Lazio, non è stata rinvenuta
- Abruzzi, non è stata rinvenuta
- Molise, non è stata rinvenuta
- Campania, non è stata rinvenuta

- Puglia, non è stata rinvenuta
- Basilicata, non è stata rinvenuta
- Calabria, non è stata rinvenuta
- Sicilia, non è stata rinvenuta
- Sardegna, non è stata rinvenuta.[3]

## Tassonomia
Questa specie appartiene alla sezione Helopodium; attualmente questa sezione viene suddivisa dai lichenologi in 5 aggregati, uno dei quali, monofiletico, contiene la C. peziziformis, insieme a C. nana, C. neozelandica e C. cartilaginea; a tutto il 2008 non sono state identificate forme, sottospecie e varietà.